# Ovalen
Ovalen ist eine chemische Verbindung aus der Gruppe der polycyclischen aromatischen Kohlenwasserstoffe.

## Vorkommen
Ovalen wurde in Tabakrauch nachgewiesen.

## Gewinnung und Darstellung
Ovalen kann jeweils durch Decarboxylierung von zwei verschiedenen Anhydriden mit Atemkalk bei 400 °C im Vakuum gewonnen werden. Die Anhydride entstehen, wenn meso-Anthra-Dianthren oder meso-Naphtha-Dianthren mit Maleinsäureanhydrid und Nitrobenzol gekocht werden.

## Eigenschaften
Ovalen liegt in Form von leicht orangen nadelförmigen Kristallen vor. Es löst sich in konzentrierter Schwefelsäure unter Bildung einer violetten Lösung, die sich rasch braun färbt. Eine Lösung in Benzol zeigt eine orange Fluoreszenz.
Die Verbindung besitzt eine monokline Kristallstruktur mit der Raumgruppe P21/a (Raumgruppen-Nr. 14, Stellung 3).

## Verwendung
Ovalen kann als technisches Material in polymeren Nanoröhren-Dispersionsmitteln und daraus hergestellten dispergiermittelfreien Nanoröhrenfilmen verwendet werden.